# Муромская икона Божией Матери
Му́ромская ико́на Бо́жией Ма́тери — икона Богородицы, почитаемая чудотворной. Празднование иконе совершается 12 апреля (25 апреля).

## Оригинал

### Появление в Муроме
По преданию, Муромская икона была перенесена в начале XII века муромским князем Константином из Киева  в Муром. Сначала она находилась в церкви при княжеской резиденции, а позднее в старом городском соборе, в связи с чем и получила своё наименование «Муромская». Икона прославилась тем, что когда князь Константин убеждал муромских язычников принять христианство, то они упорствовали и даже решили убить князя, однако после того как он вышел к заговорщикам с Муромской иконой Божией Матери, они переменили свои намерения и сами стали просить совершить над ними крещение.

### Перенесение в Рязань

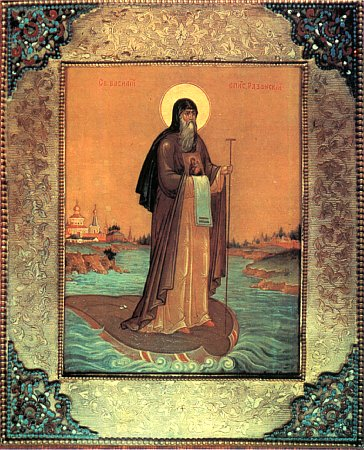
Епископ Муромский и Рязанский Василий с Муромской иконой Божией Матери на руках

Перенесение иконы в Рязань в XIII веке связано с епископом муромским Василием, который был оклеветан жителями Мурома и вынужден был покинуть город, взяв с собой Муромскую икону. С тех пор епископская кафедра в Муроме была упразднена, а учреждена в Рязани, где и осталась чудотворная икона, которую стали называть еще «Молением святого Василия», так как епископ Василий перед тем как покинуть Муром молился этой иконе. Согласно «Повести о Василии Рязанском», святитель Василий добрался до Рязани по воде на своей мантии. В иконографии святитель Василий часто изображают с Муромской иконой Божией Матери в руках.
Впоследствии чудотворный образ был помещён над гробницей святителя Василия в рязанском кафедральном соборе Рождества Христова. Подлинник иконы не сохранился.

## Иконография
Существующие ныне списки Муромской иконы Божией Матери иконографически относятся к типу Елеуса (Умиление).

## Списки
С Муромской иконы часто писали списки, многие из которых в настоящее время находятся в различных храмах и музейных собраниях. Один из чтимых списков сохранялся в соборе Рождества Богородицы в Муроме. После революции 1917 года собор был закрыт, а Муромская икона Божией Матери пропала.
Наиболее древние образы Муромской иконы Божией Матери были написаны в XVI—XVII веках и относятся к произведениям московских иконописцев.
В настоящее время известны следующие списки с Муромской иконы Божией Матери: 
- список, написанный Симоном Ушаковым в 1677 году[4]
- список, написанный около 1900 года и ныне находящийся в Муромском историко-художественном музее[5].